# Палацо Кариняно
Палацо Кариняно (Дворец „Кариняно“) (на италиански: Palazzo Carignano, на пиемонтски: Palass Carignan), пълно име Дворец на принцовете на Каринян (Palazzo dei Principi di Carignano), е историческа сграда в центъра на град Торино, Северна Италия, прекрасен пример за пиемонтска барокова архитектура. Той е шедьовър на архитекта Гуарино Гуарини.
Заедно с Кралския дворец и Палацо Мадама той е част от най-важните исторически сгради на града и като тях е част от серийния обект на ЮНЕСКО Савойски кралски резиденции. Дворецът е бил историческото седалище на Субалпийския парламент (1848 – 1861) и на първия парламент на Кралство Италия (1861 – 1864).
На приземния етаж, в т. нар. „Среднощни“ апартаменти, се помещават офисите на Регионалното ръководство на музеите в Пиемонт, а на белетажа се намира Националният музей на Италианското рисорджименто.

## История
Дворецът е поръчан от Емануил Филиберт Савойски-Каринян „Немият“ на архитекта отец Гуарино Гуарини – интелектуалец от най-висок калибър, който в годините на регентството на Мария Йоанна Батиста Савойска-Немур също е отговорен за Кралската църква „Сан Лоренцо“, Параклиса на Плащеницата и изчезналата Порта „По“.
Работата започва през 1679 г. под ръководството на сътрудника на Гуарини Джан Франческо Барончели. Той е постоянна резиденция на принцовете на Кариняно от 1694 г. и дом на Карл Алберт Савойски-Каринян и съпругата му Мария Тереза Хабсбург-Лотарингска, които живеят в апартаментите на приземния етаж на юг, откъдето идва и името „Апартамент на принцовете“. Дворецът вижда раждането на Виктор Емануил II Савойски, а събитието се припомня от големия декоративен фриз на фасадата, носещ надпис QVI NACQVE VITTORIO EMANVELE II, дело на Карло Чепи, добавен през 1884 г.
През 1831 г., с възкачването на трона на Карл Алберт, дворецът е предаден на Службата за държавни имоти, където се помещават Държавният съвет и пощата.
Когато през 1848 г. сградата е използвана като седалище на Камарата на депутатите на Субалпийския парламент, архитектът Карло Сада модифицира прекрасната бална зала, разположена вътре в елипсовидното тяло на фасадата. През 1861 г., с откриването на първия италиански парламент, залата е твърде малка и е решено сградата да се разшири на изток, където сега се намира пл. „Карл Алберт“. Проектът е поверен на архитекта Доменико Фери, а изпълнението - на Джузепе Болати: работите започват през 1863 г. и завършват през 1871 г., докато депутатите, до преместването на столицата във Флоренция през 1864 г., се срещат в по-просторна зала и временно построена в двора по проект на архитекта Амедео Пейрон. Следователно голямата зала, предназначена да помещава новия италиански парламент, никога не е била използвана за целта, за която е построена.
През 1898 г. залата на Субалпийския парламент е обявена за национален паметник. Две запомнящи се събития се случват в този дворец, а именно прочитането на прокламацията, в която Карл Алберт Савойски-Кариня –  принц-регентът от името на Карл Феликс Савойски,, издава Албертиновия устав; това е сесията, на която кралят на Сардиния и херцог на Савоя Виктор Емануил II провъзгласява раждането на Кралство Италия.
С преместването на столицата дворецът не само губи функцията си на институционално седалище, но и идентичността си на придворна резиденция постепенно избледнява, като приема различни употреби, дотолкова че някои негови зони са предназначени за частни местожителство. Научните факултети на Торинския университет заемат основния и приземния етаж, като ги адаптират отново в аули и кабинети до 30-те години на XX век, когато пространствата са напълно разчистени и реставрирани.
През 1935 г. дворецът е домакин на историческата изложба, курирана от Фашистката конфедерация на професионалистите и художниците, посветена на историята на Савойската династия от Средновековието до Кралство Италия, докато става място на две големи изложбени събития, курирани от Виторио Виале: през 1937 г. с Изложбата на Пиемонтския барок и през 1938-1939 г. с Изложбата на Готиката и Ренесанса в Пиемонт. Изложбата от 1937 г. е фундаментална за реабилитирането на двореца в неговото измерение като княжеска резиденция, защото прави пространствата, които тогава са реставрирани и освободени от неправилно използване, достъпни за обществеността и най-вече защото позволява достъп до Среднощните апартаменти за първи път, чието повторно посещение е едва през 1961 г. по случай честванията по повод Стогодишнината от обединението на Италия.
През 1939 г. разширението от XIX век и белетажът на корпуса от XVII век стават постоянен дом на Националния музей на Италианското рисорджименто, отворен отново за обществеността след дълга реставрация през 2011 г.
На приземния етаж Среднощните апартаменти са заети от офисите на Дирекцията на регионалните музеи в Пиемонт, докато Обедните са периодично отваряни за обществеността.
Впоследствие сградата е домакин на множество културни институти и асоциации като историческата асоиация „Субалпийската депутация на родната история“ или Културният съюз на Франко Антоничели, който има седалище там от 1946 г.

## Описание
Дворецът се състои от два корпуса – един от XVII век и един от XIX век.
Корпусът от XVII век, дело на Гуарино Гуарини, със С-образен план, навремето отворен към градините, се състои от две крила – едното на север, наречено „Среднощно“ (към сегашната улица „Чезаре Батисти“), и едно на юг, наречено „Обедно“ (към днешната улица „Принчипе Амедео“), и от фасадата към сегашния площад „Кариняно“, където също се появяват Театър „Каринян“ и Дворецът на Благородническия колеж (сега дом на Академията на науките и Египетския музей). В зоната отзад, към днешния площад „Карл Алберт“, се простират градините и конюшните, чиято фасада съхранява Националната университетска библиотека. Дворецът представлява изключение от военната линейност на Торино от XVII век с почти суровата материалност на теракотените повърхности, които на първия етаж трансформират рамките на прозорците в сложни декорации, отнасящи се до подвизите на Савоя-Каринян, като постигнатата победа в Канада заедно с французите през 1667 г. срещу местните ирокези с полка Каринян-Салиер. Меките форми на фасадата, играещи между вдлъбнати и изпъкнали пространства, подсказват познанията на дизайнера за рисунките на Джан Лоренцо Бернини за парижкия дворец „Лувър“. Резиденцията на Каринян умишлено е представена като прекъсване на единния дизайн на фасадите на сградите, които се простират без прекъсване от Страда дел По (днес ул. „По“) до Пиаца Кастело до сегашната Пиаца „Сан Карло“ (тогава Кралски площад), минавайки през Контрада Нуова, днешната ул. „Рома“ (разширена и преустроена в началото на 30-те години на XX век). Така политическата стратегия на Каринян се проявява в разнообразието на сградата, като Емануил Филиберт е възможен наследник на Савойското херцогство.
Строителните работи, започнали през 1679 г., водят до създаването на приземния етаж на частните апартаменти на принца в Среднощния корпус и на представителните в Южния ръкав (наричан Апартаментът на принцовете). На първия основен етаж и в двата ръкава са разположени апартаментите за членове на семейството. На художника Стефано Мария Леняни (известен като Ленянино), и неговия екип от мазачи и квадратуристи са поверени декоративните кампании, които засягат белетажа, но от тези изобразителни начинания само сводовете на Парадната зала с Принца, представен от Минерва на Юнона, на булчинската зала с Триумфа на Диана и на спалнята с Олимп, и приземния етаж. Тук художникът изрисува сводовете на Полунощния апартамент с митологична тема, докато в южния апартамент той стенописва сводовете на позлатените зали, така дефинирани поради украсата на стените с позлатени дървени резби и огледала. В Парадната зала или Залата на битките, наречена така поради картините по стените, изобразяващи битките, водени от основателя на семейството Томас Франциск Савойски-Каринян (за чието присъствие се напомня от портрета в залата, копие на оригинала от Антонис Ван Дайк, съхраняван в Държавния музей на египетското изкуство в Берлин) сводът изобразява алегорията на Юнона. Следващата зала, наречена Зала на сезоните, а сводът представлява апотеоза на Херкулес, алегория на живеещия там принц и на неговия дом. Следващата зала, наречена „Спалня на Карл Алберт“, модифицирана между края на XVIII век и второто десетилетие на XIX век, се характеризира с боазерии (декоративни дървени панели) с преплетени златни гирлянди на фона на огледала, близки до дизайните на Джакомо Преляско, докато на свода, може би понижаване на предишния, е представена алегорията на сватбата на Юпитер и Юнона, вероятно дело на Роко Команеди. Монументалното легло с балдахин, датиращо от 20-те години на XX век, е закупено от търговеца на антики Пиетро Акорси и е поставено тук през 1961 г. по случай първата Стогодишнина от обединението на Италия.
Корпусът от XIX век е огромно разширение, което е присадено върху крилата от XVII век и след това се простира върху площад „Карл Алберт“ с внушителна фасада в еклектичен псевдоренесансов стил. Построен между 1864 и 1871 г. по проект на Доменико Фери, разширението е трябвало да приюти Италианската камара.